# George McClellan (Politiker)

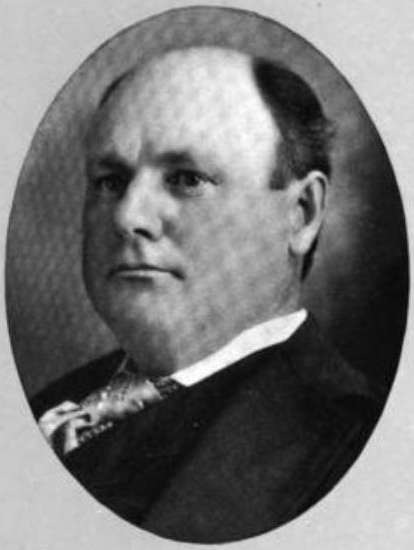
George McClellan

George McClellan (* 10. Oktober 1856 in Schodack, New York; † 20. Februar 1927 in Kinderhook, New York) war ein US-amerikanischer Politiker. Zwischen 1913 und 1915 vertrat er den Bundesstaat New York im US-Repräsentantenhaus.

## Werdegang
George McClellan wurde ungefähr fünf Jahre vor dem Ausbruch des Bürgerkrieges im Rensselaer County geboren. Er besuchte öffentliche Schulen und die lokalen Akademien von Spencertown und Chatham. 1880 graduierte an der Albany Law School. Nach dem Erhalt seiner Zulassung als Anwalt begann er in Chatham zu praktizieren. McClellan war zwei Amtszeiten als Police Justice tätig und zehn Jahre lang als Präsident der Columbia County Agriculture Society. Er dienet als Postmeister in Chatham. Zwischen 1907 und 1913 war er Vormundschafts- und Nachlassrichter im Columbia County. Politisch gehörte er der Demokratischen Partei an.
Bei den Kongresswahlen des Jahres 1912 für den 63. Kongress wurde McClellan im 27. Wahlbezirk von New York in das US-Repräsentantenhaus in Washington, D.C. gewählt, wo er am 4. März 1913 die Nachfolge von Charles A. Talcott antrat. Er erlitt bei seiner erneuten Kandidatur 1914 eine Niederlage und schied dann nach dem 3. März 1915 aus dem Kongress aus.
Nach seiner Kongresszeit ging er in Chatham wieder seiner Tätigkeit als Anwalt nach. 1920 nahm er als Delegierter an der Democratic National Convention in San Francisco teil. Er zog nach Kinderhook, wo er am 20. Februar 1927 verstarb. Sein Leichnam wurde dann auf dem gleichnamigen Friedhof in Nassau beigesetzt.